# St. Anger
St. Anger (с англ. — «Святой Гнев») — восьмой студийный альбом американской рок-группы Metallica, выпущенный 5 июня 2003 года. Последний релиз группы, выпущенный на лейблах Elektra и Vertigo Records. Также последний релиз, который продюсировал Боб Рок, чья работа с Metallica начиналась с пятого одноимённого студийного альбома.

## Предыстория

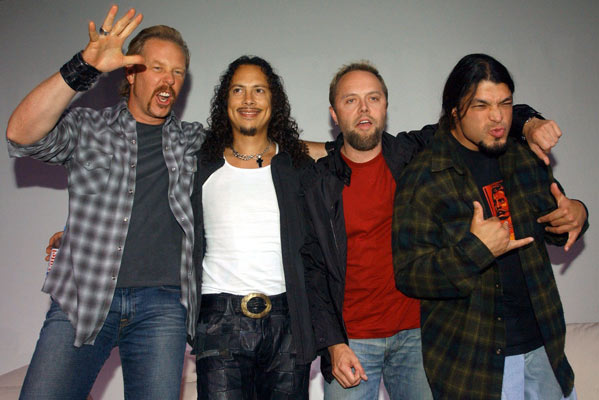
Metallica в 2003 году.

27 сентября 2001 года Джейсон Ньюстед покинул группу, по его словам, из-за «физического вреда, который он нанёс себе за годы игры музыки, которую он любит». Однако из последующих интервью с Ньюстедом и оставшимися участниками Metallica стало известно, что желание Ньюстеда сделать перерыв на год и выпустить запись своего проекта Echobrain и отправиться с ним в турне и упорное сопротивление этому Хэтфилда стали основными причинами ухода басиста из группы. Также интервью журнала Playboy раскрыло тот факт, что подшучивания над Ньюстедом как над новичком, начавшиеся с момента его прихода в группу, не прекратились со временем. У Ньюстеда никогда не было полноценного участия в написании песен, которое было у Клиффа Бёртона, но он был указан как соавтор в песнях: «Blackened» из ...And Justice for All, «My Friend Of Misery» из Metallica, «Where The Wild Things Are» из ReLoad). Документальный фильм 2004 года Some Kind of Monster пролил больше света на уход Ньюстеда из Metallica.

## Процесс записи
Запись альбома началась 23 апреля 2001 года, но вскоре была отложена по причине курса реабилитации Хэтфилда в связи с «алкоголизмом и другими вредными привычками» в июле того же года и в результате группа не приступала к записи до 2002 года. В конце концов Джеймс вернулся в группу, но работал лишь по четыре часа в день, остальное время проводил со своей семьёй. Медленно Metallica сочиняла и записывала материал для своего нового альбома. Боб Рок исполнял партии бас-гитары.
Создание альбома было документировано в фильме Some Kind of Monster.

## Релиз и продвижение
St. Anger был выпущен 5 июня 2003 года. Первоначально он был запланирован на 10 июня, но из-за предыдущей битвы Metallica с Napster и опасения, что он будет незаконно выпущен в одноранговых файлообменных сетях, группа перенесла дату выхода на пять дней раньше. Специальное издание альбома было выпущено с бонусным DVD, с живыми репетициями в студии всех треков альбома. Продажи альбома за первую неделю составили 417 000 экземпляров, и он дебютировал под номером 1 в американском чарте Billboard 200, а также в 30 других странах мира. Было продано более 6 миллионов копий по всему миру. Группа также выпустила четыре сингла с альбома. Список синглов был таким: «St. Anger», «Frantic», «The Unnamed Feeling» и «Some Kind of Monster». На чарте Hot Mainstream Rock Tracks эти синглы достигли пика под номерами 21, 28 и 18 соответственно.

## Музыкальный стиль и тематика песен
Музыкальный стиль альбома St. Anger сильно отличается от предыдущих альбомов Metallica, в связи со «стальным» звучанием ударных, пониженным гитарным строем на 2 тона и отсутствием гитарных соло, а также сырым звучанием альбома в целом. Стиль альбома характеризуется как альтернативный метал, ню-метал и есть также влияние грув-метала.
Песни альбома связаны с реабилитацией Хетфилда, в том числе имеются ссылки на дьявола, анти-наркотические темы, клаустрофобию и обречённость.

## Критический приём
| Совокупная оценка             | Совокупная оценка |
| Источник                      | Оценка            |
| ----------------------------- | ----------------- |
| Metacritic                    | 65/100            |
| Оценки критиков               |                   |
| Источник                      | Оценка            |
| AllMusic                      | [ 26 ]            |
| Blender                       | [ 27 ]            |
| Encyclopedia of Popular Music | [ 28 ]            |
| Entertainment Weekly          | B+                |
| NME                           | 9/10              |
| Pitchfork Media               | 0.8/10            |
| Rolling Stone                 | [ 32 ]            |
| The Rolling Stone Album Guide | [ 33 ]            |
| Spin                          | 8/10              |
| Uncut                         | [ 35 ]            |

St. Anger получил смешанные отзывы от критиков, альбом получил 65 баллов из 100 на основании 20 обзоров на сайте-агрегаторе Metacritic. Адриен Бегран из PopMatters отметил положительные и отрицательные стороны альбома, сказав: «Хотя это порой идиотский беспорядок, то, что вы слышите в этом альбоме, — это группа, играющая со страстью впервые за многие годы». Говоря об альбоме, Грег Кот из Blender сказал: «Может быть, уже слишком поздно реабилитировать имидж Metallica, но, всё же, их музыка убийственна». Из обзора NME, Ян Уотсон прокомментировал следующее:
… песни — героически жестокое отражение этой ярости. Вы чувствуете, что, как и в случае со своими эмоциями, они разобрали метал и начали всё заново. Здесь нет места впустую, нет времени на мелкие гитарные соло или хитрые басовые трюки, просто целенаправленная, беспощадная атака.
Джонни Лофтус из AllMusic похвалил альбом и назвал его «карательным, непоколебимым документом внутренней борьбы», в котором слушатели находятся в ушибленном, но жизненно важном теле Metallica, в конечном итоге обнаруживают поочерёдно мучительных и вызывающих демонов, которые борются в мозгу Хетфилда. St. Anger это немедленная запись. Барри Уолтер из журнала «Rolling Stone» также положительно отреагировал на направление, взятое в «St. Anger», заявив: «Неудивительно, что есть подлинность в St. Anger», которой ни один из последователей рэп-метала не может коснуться. Он также пошёл дальше, отметив отсутствие коммерческого влияния и аспектов современного рока, как в предыдущих альбомах, продолжив: «Здесь нет ни четырёхминутного рок-радио, ни дружелюбные припевов поп-музыки, нет баллад, нет соло, нет своенравных экспериментов».
Хотя многие отзывы о St. Anger были положительными, некоторые рецензенты испытывали сильное отвращение к альбому. Брент Ди Кресченцо из Pitchfork сильно не любил альбом и критиковал Ульриха и Хэмметта, говоря, что Ульрих «играл на ударной установке, состоящей из стальных барабанов, алюминиевых томов, запрограммированных двойных ударов и сломанного церковного колокола. Высококачественный шум комплекта игнорировал основные принципы игры на барабанах: хронометраж, — добавил он, — гитары Хетфилда и Хэмметта подвергались большей обработке, чем пища для кошек. Когда они оба с грохотом пронеслись сквозь St. Anger и большинство других движений, Хетфилд и Хэмметт, казалось, подавляли друг друга разными, ужасными шумами. Кроме того, длительность большинства песен делает их слишком скучными, чтобы их слушать». Рецензент Playlouder Уильям Луфф процитировал 75-минутную длительность и звук альбома («монолитный кусок шума») как аргумент, что St. Anger «слишком плотный и пугающий, чтобы быть действительно приятным». Репортёр PopMatters Майкл Кристофер сказал, что «St. Anger обошёлся без современных дружелюбных к радио любезностей в пользу „педаль-в-пол“ трэша, шатающихся и расширенных структур песни, быстрых изменений и запутанного производства, которое пытается возродить стиль Kill 'Em All. Все попытки терпят неудачу».

## Список композиций
Слова и музыка всех песен — Хэтфилд, Ульрих, Хэмметт и Рок.
| №                   | Название               | Перевод             | Длительность |
| ------------------- | ---------------------- | ------------------- | ------------ |
| 1.                  | «Frantic»              | Неистовый           | 5:50         |
| 2.                  | «St. Anger»            | Святой гнев         | 7:21         |
| 3.                  | «Some Kind of Monster» | Какой-то монстр     | 8:26         |
| 4.                  | «Dirty Window»         | Грязное окно        | 5:25         |
| 5.                  | «Invisible Kid»        | Невидимый ребёнок   | 8:30         |
| 6.                  | «My World»             | Мой мир             | 5:46         |
| 7.                  | «Shoot Me Again»       | Выстрели в меня ещё | 7:10         |
| 8.                  | «Sweet Amber»          | Милая Эмбер         | 5:27         |
| 9.                  | «The Unnamed Feeling»  | Неназванное чувство | 7:10         |
| 10.                 | «Purify»               | Очищение            | 5:14         |
| 11.                 | «All Within My Hands»  | Всё в моих руках    | 8:48         |
| Общая длительность: | Общая длительность:    | Общая длительность: | 75:07        |

## Участники записи
Metallica
- Джеймс Хэтфилд — гитара, вокал
- Ларс Ульрих — ударные
- Кирк Хэмметт — гитара, бэк-вокал

Дополнительный персонал
- Боб Рок — бас-гитара, продюсер
- Роберт Трухильо — бас-гитара (DVD)

Производство
- Майк Джиллис — помощник инженера, сведение, цифровая инженерия
- Эрик Хельмкамп — помощник инженера, сведение
- Владо Меллер[англ.] — мастеринг
- Pushead[англ.] — дизайн обложки
- Антон Корбейн — фотография
- Брэд Клаузен — дизайн
- Мэтт Мэхурин, «Forhevelde Productions», Паскаль Брун, Комениус Ротлисбергер — иллюстрации и изображения

## Чарты
| Чарт (2003)                         | Высшая позиция |
| ----------------------------------- | -------------- |
| Австралия (ARIA)                    | 1              |
| Австрия (Ö3 Austria)                | 1              |
| Канада (Canadian Albums Chart)      | 1              |
| Дания (Hitlisten)                   | 1              |
| Нидерланды (Album Top 100)          | 2              |
| Финляндия (Suomen virallinen lista) | 1              |
| Франция (SNEP)                      | 1              |
| Германия (Offizielle Top 100)       | 1              |
| Греция (IFPI Greece)                | 1              |
| Япония (Oricon)                     | 1              |
| Норвегия (VG-lista)                 | 1              |
| Польша (OLiS)                       | 1              |
| Португалия (AFP)                    | 1              |
| Швеция (Sverigetopplistan)          | 1              |
| Швейцария (Schweizer Hitparade)     | 2              |
| Великобритания (UK Albums Chart)    | 3              |
| США (Billboard 200)                 | 1              |

## Сертификации
| Регион | Сертификация  | Продажи    |
| --- | ------------- | ---------- |
| Аргентина (CAPIF) | Золотой       | 20 000^    |
| Австрия (IFPI Austria)                                                                                                   | Платиновый    | 30 000*    |
| Бельгия (BEA) | Золотой       | 25 000*    |
| Бразилия (ABPD) | Золотой       | 50 000*    |
| Канада (Music Canada) | 2× Платиновый | 200 000^   |
| Финляндия (Musiikkituottajat)                                                                                            | Платиновый    | 35,725     |
| Германия (BVMI) | 2× Платиновый | 400 000^   |
| Греция (IFPI Greece) | Золотой       | 10 000^    |
| Япония (RIAJ) | Золотой       | 100 000^   |
| Нидерланды (NVPI) | Золотой       | 40 000^    |
| Норвегия (IFPI Norway)                                                                                                   | Платиновый    | 40 000*    |
| Польша (ZPAV) | Золотой       | 35 000*    |
| Россия (NFPF) | Платиновый    | 20 000*    |
| Швеция (GLF) | Платиновый    | 60 000^    |
| Великобритания (BPI) | Золотой       | 100 000^   |
| США (RIAA) | 2× Платиновый | 2 000 000^ |
| * Данные о продажах приведены только на основе сертификации. ^ Данные о тиражах приведены только на основе сертификации. |               |            |

## Комментарии
1. ↑  Также есть ещё вариант перевода «Сладкий янтарь»[40].